# Alkil
Alkil (prema alkan) je jednovalentni organski radikal opće kemijske formule CnH2n+1–, izveden od zasićenih alifatskih ugljikovodika oduzimanjem jednoga vodikova atoma. Tako se od metana izvodi metil (CH3–), od etana etil (C2H5–), od propana propil (C3H7–) i tako dalje.
U organskoj kemiji, alkil je alkan (metan, etan, propan, butan, ...) kojem nedostaje jedan atom vodika. Cikloalkil je izveden iz cikloalkana uklanjanjem atoma vodika iz prstena i ima opću formulu CnH2n-1. Tipično je alkil dio veće molekule. U strukturnoj formuli simbol R koristi se za označavanje generičke (neodređene) alkilne skupine. Najmanja alkilna skupina je metil, s formulom CH3−.

## Metil
Metil (prema metilen) je najjednostavnija alkilna skupina (radikal) u organskim spojevima, CH3, jednovalentna, izvedena od metana (CH4) oduzimanjem jednoga vodikova atoma (na primjer metil-klorid, CH3Cl).

## Označavanje
Ovi se nazivi koriste za imenovanje razgranatih lančanih struktura, na primjer 3-metilpentana:
Struktura 3-metilpentana promatra se kao da se sastoji od dva dijela. Prvo, 5 atoma sastoji se od najdužeg ravnog lanca ugljikovih centara. Matični spoj s 5 ugljika zove se pentan (označeno plavom bojom). Metil kao "supstituent" ili "skupina" označen je crvenom bojom. Prema uobičajenim pravilima nomenklature, alkilne skupine uključuju se u ime molekule prije korijena, kao u metilpentanu. Ovaj je naziv, međutim, dvosmislen, jer metilna grana može biti na raznim atomima ugljika. Dakle, naziv je 3-metilpentan kako bi se izbjegle dvosmislenosti: 3- je zato što je metil vezan za treći od pet ugljikovih atoma.
Ako je na lanac priključeno više istih alkilnih skupina, tada se na alkilnim skupinama prefiksi koriste za označavanje višestrukih (to jest di, tri, tetra i tako dalje)
Ovaj spoj poznat je kao 2,3,3-trimetilpentan.